# Concorde (stanice metra v Paříži)

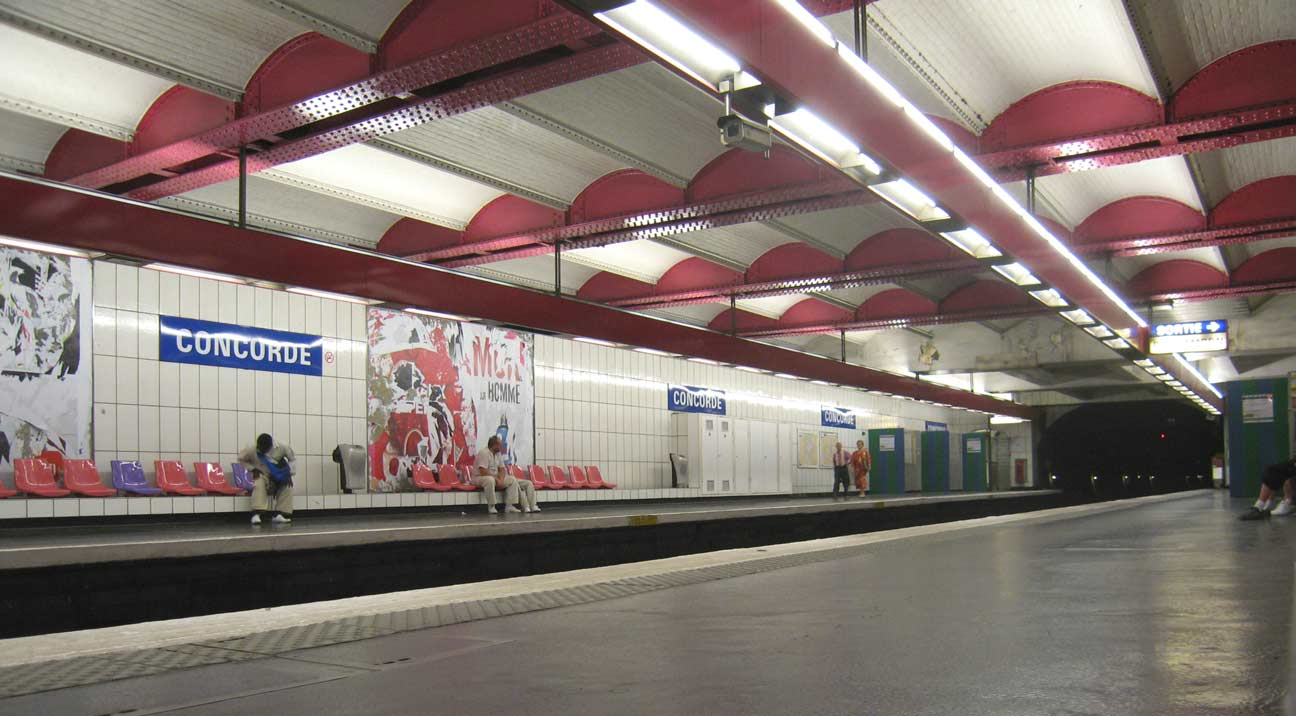
Nástupiště linky 1

Concorde je přestupní stanice pařížského metra mezi linkami 1, 8 a 12. Nachází se na hranicích 1. a 8. obvodu v Paříži. pod náměstím Place de la Concorde.

## Historie
Stanice byla otevřena 13. srpna 1900, jen několik týdnů po zprovoznění nejstaršího úseku linky metra v Paříži. 5. listopadu 1910 zde vznikla stanice pro první úsek tehdejší linky A (dnes linka 12), kterou provozovala Compagnie Nord-Sud. 13. července 1913 byla pro veřejnost zprovozněna linka 8, ovšem stanice Concorde na této lince byla otevřena až 12. března 1914, do té doby stanicí vlaky jen projížděly.
V roce 1991 byly stěny nástupiště linky 12 vyzdobeny bílými keramickými dlaždicemi s modrými písmeny, které obsahují text Deklarace práv člověka a občana. Jedná se o dílo, jehož autorem je umělkyně Françoise Schein.
V rámci modernizace a přechodu na automatizovaný provoz na lince 1 byla nástupiště na stanici upravena během víkendu 13. a 14. června 2009.

## Název

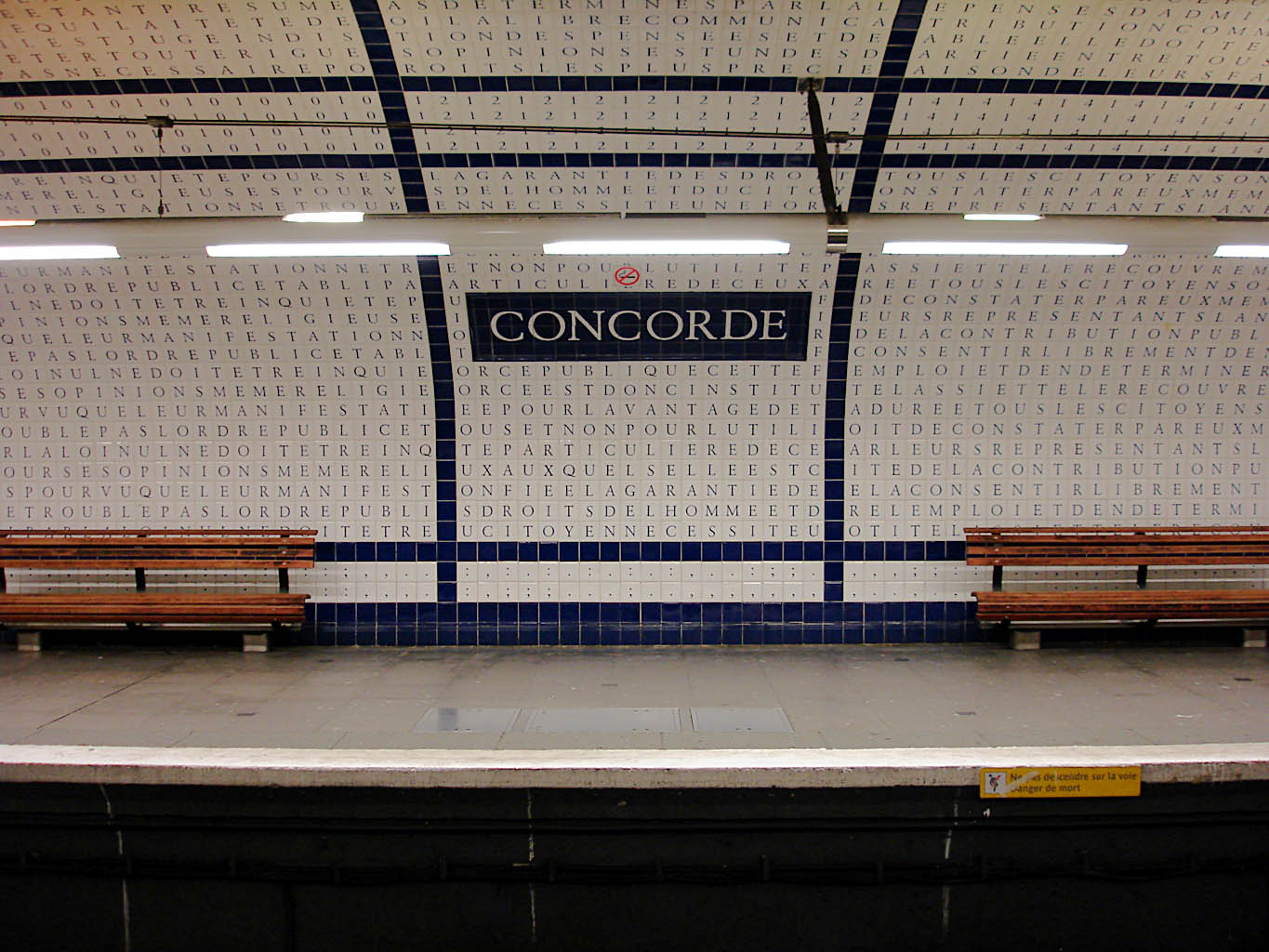
Nástupiště linky 12

Stanice byla pojmenována podle náměstí Svornosti (Place de la Concorde), pod kterým se nachází.

## Vstupy
Stanice má několik východů, které vedou na:
- Place de la Concorde
- Rue Royale
- Rue de Rivoli
- Rue Cambon

## Zajímavosti v okolí
- Place de la Concorde
- Avenue des Champs-Élysées
- Jardin des Tuileries
- Galerie nationale du Jeu de Paume – Míčovna (galerie moderního umění)
- Musée de l'Orangerie – Oranžérie (galerie malířů impresionismu a postimpresionismu)